# Vilamostausson
Vilamostausson (en francès i oficial Villemoustaussou) és un municipi de França de la regió d'Occitània, al departament de l'Aude

## Persones il·lustres
- Henri Gougaud (1936-2024), escriptor.